# Live in Miami @ The WDNA Jazz Gallery
Albums de Roberto Magris Sextet
Prague After Dark
(2017) World Gardens
(2018)
Live in Miami @ The WDNA Jazz Gallery est un album du pianiste de jazz Roberto Magris enregistré en direct à Miami à la Jazz Gallery de la station de radio WDNA (en), sorti sur le label JMood en 2017. Il comprend des performances du Roberto Magris Sextet, incluant le trompettiste Brian Lynch (en),,,.

## Réception critique
La critique de Down Beat par Carlo Wolff décerne à l'album 4 étoiles et déclare simplement « Alors que le matériel principalement original est confortablement dans la tradition du bop vénéré de Magris, le feu avec lequel ce groupe joue […] met l'enregistrement au-dessus. » Le magazine le sélectionnera dans ses meilleurs disques de l'année. Hrayr Attarian pour Chicago Jazz Magazine écrit que « Cet album séduisant et agréable capture Magris et ses collègues sous une forme optimale. Il est à la fois mémorable et accessible. » Pour Jean-Pierre Alenda dans Jazz Hot « Le sextet est irréprochable, soudé et empreint d’un sens du collectif qui en assure la réussite au sein de la salle à l’acoustique légèrement réverbérée de la WDNA Jazz Gallery. La plus belle réussite du disque est certainement le magnifique April Morning de Rahsaan Roland Kirk qui reste dans la tête sitôt entendu. C’est alors que le jazz de Roberto Magris renoue vraiment avec cette tradition d’Europe Centrale qui lui tient à cœur en tant que terreau d’un jazz fidèle à ses racines afro-américaines. »

## Titres
1. African Mood (Roberto Magris) – 11:39
2. What Blues? (Roberto Magris) – 8:33
3. Song for an African Child  (Roberto Magris) – 9:59
4. April Morning (Rahsaan Roland Kirk) – 9:57
5. Chachanada (Roberto Magris) – 9:31
6. Il Bello Del Jazz (Roberto Magris) – 9:50
7. A Flower Is a Lovesome Thing (Billy Strayhorn) – 5:46
8. Standard Life (Roberto Magris) – 9:16
9. Blues for My Sleeping Baby (Roberto Magris) – 2:05

## Musiciens
- Brian Lynch - trompette
- Jonathan Gomez - saxophone ténor
- Roberto Magris - piano acoustique
- Chuck Bergeron - contrebasse
- John Yarling - batterie
- Murph Aucamp - congas